# Национални археолошки музеј (Софија)
Национални археолошки музеј (буг. Националният археологически институт с музей (НАИМ)) је археолошки музеј у центру Софије, главног града Бугарске. Налази се у највећој и најстаријој некадашњој османској џамији у граду, која је у почетку била позната као џамија Махмуд-паше. Изградња је започета 1451. године за време владавине великог везира Махмуд-паше Анђеловића, који је преминуо 1474. године. Изградња џамије је завршена 1494. Музеј је основан као посебна јединица 1893. године.
Музеј је званично и свечано отворен 1905. године, јер су до тада сви археолошки експонати, који су се чували по целом граду, премештени тамо, у присуству бугарског владара Фердинанда I.
У наредним годинама изграђено је неколико додатних дворана и административних зграда, које и даље користе зграду старе џамије упркос често неповољним условима, нарочито влази у летњем периоду. Музеј има пет изложбених дворана: централну дворану, праисторију, средњи век, благо и посебну привремену изложбу. Њиме управља бугарска академија наука.

## Историја
Идеја за оснивање археолошког института са музејем настала је међу прогнаним бугарским интелектуалцима 1840-их и била је једна од главних приоритета бугарског књижевног друштва одмах након његовог оснивања 1869. Током привремене руске администрације, непосредно након ослобођења Бугарске, предузети су први кораци ка успостављању националног археолошког музеја.
До 1906. године, музеј је садржавао колекцију етнографских предмета. До ове године, међутим, збирка је постала толико велика да је морала да буде одвојена и приказана у посебној установи, која је претворена у етнографски музеј Софије. Од оснивања, музеј активно ради у сарадњи са бугарским археолошким друштвом. Године 1920. основан је археолошки институт, на челу са Богданом Филовом, као независна установа. Са музејем је припојен 1948. године и од тада је под окриљем бугарске академије наука.
Након Другог светског рата, заједничка институција покренула је низ археолошких експедиција унутар Бугарске. Они су спровели студије на многим местима од енеолита до раног средњег века, што је резултирало додавањем бројних додатних артефакта у музејску збирку. Данас, музеј чува велики број предмета, мада некима од њих прети оштећење због дизајна зграде, коју карактеришу високи нивои влаге током летње сезоне.

## Збирке
- Дворана праисторије — налази се на доњем спрату северног крила. Садржи колекцију предмета који потичу између 1.600.000 и 1.600 пре нове ере. Збирка је хронолошки приказана и укључује разна открића из пећина широм Бугарске, алате најранијих људи који су настањивали њену модерну територију, цртеже, једноставне керамике, обредне предмете и многе друге.

Садржи збирке раног, средњег и касног палеолита, неолита, енеолита и бронзаног доба.
- Ризница - налази се у источном крилу и приказује благо из касног бронзаног доба до касне антике. Садржи и чувене колекције предмета трачке културе: Благо из Валчитрана и Благо из Луковита
- Главна дворана - налази се на првом спрату главне зграде. Садржи колекцију различитих предмета од античке Тракије, Грчке и Рима до касног средњег века.
- Дворана средњег века - налази се на другом спрату главне зграде. Садржи галерију средњовековних књига, цртежа, металних и других предмета карактеристичних за то доба.
- Привремене изложбе - дворана се налази на другом спрату главне зграде.

## Галерија
- Бронзана кацига, 1. век
- Сребрни ритон
- Сребрни ритон
- Погребна маска
- Лапидаријум
- Три Грације